# Piplärkan 8

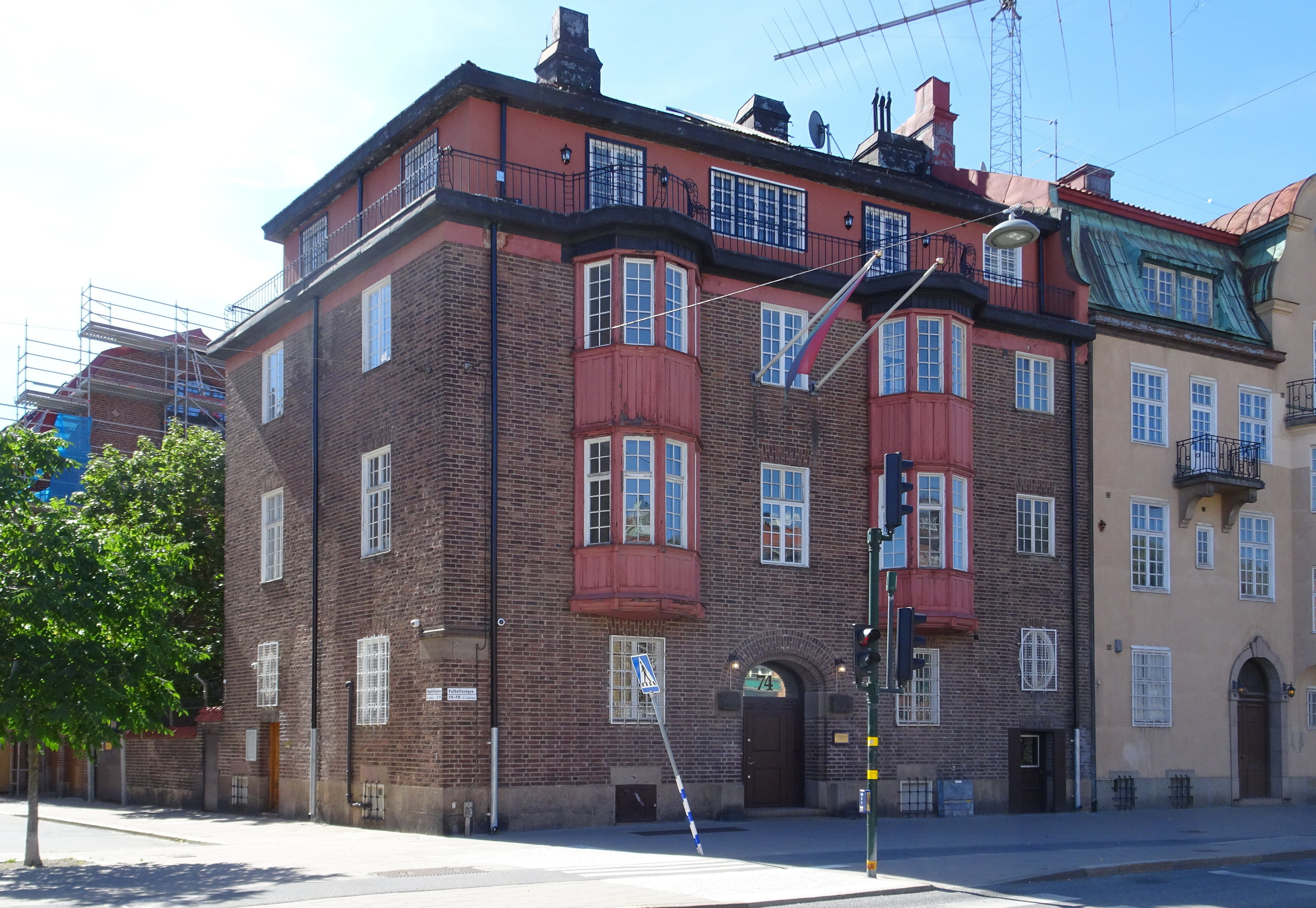
Piplärkan 8, Valhallavägen 72–74, augusti 2022.

Piplärkan 8 är en kulturhistoriskt värdefull fastighet i kvarteret Piplärkan i Lärkstaden på Östermalm i Stockholm. Den ursprungliga stadsvillan vid hörnet Valhallavägen 72–74 / Uggelviksgatan 15 uppfördes 1909–1910 av byggmästaren John Telander efter ritningar av arkitekt Torben Grut. Fastigheten är grönmärkt av Stadsmuseet i Stockholm, det innebär ”särskilt värdefull från historisk, kulturhistorisk, miljömässig eller konstnärlig synpunkt”. Sedan 1978 är byggnaden plats för Libyens ambassad i Stockholm.

## Byggnadsbeskrivning

### Exteriör

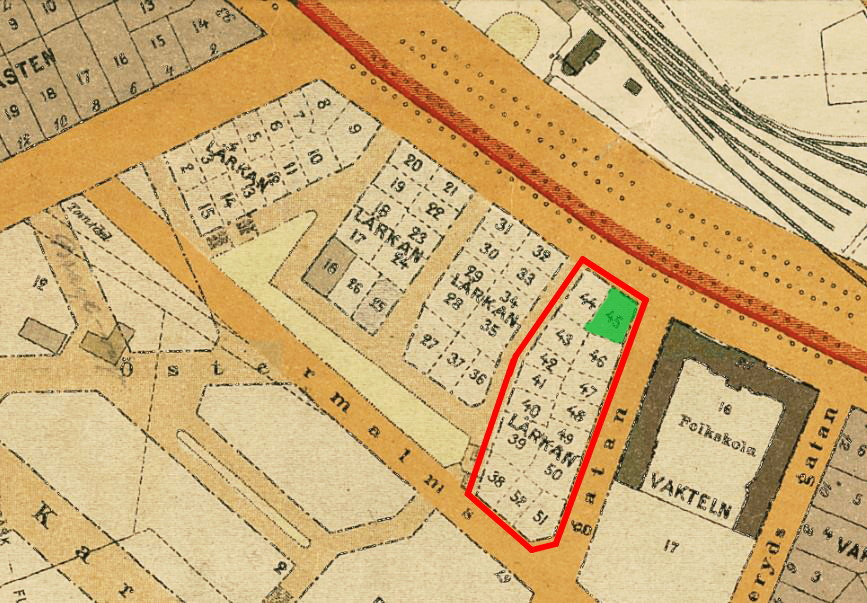
Kvarteret Lärkan, tomt nr 45 (nuvarande Piplärkan 8), 1909

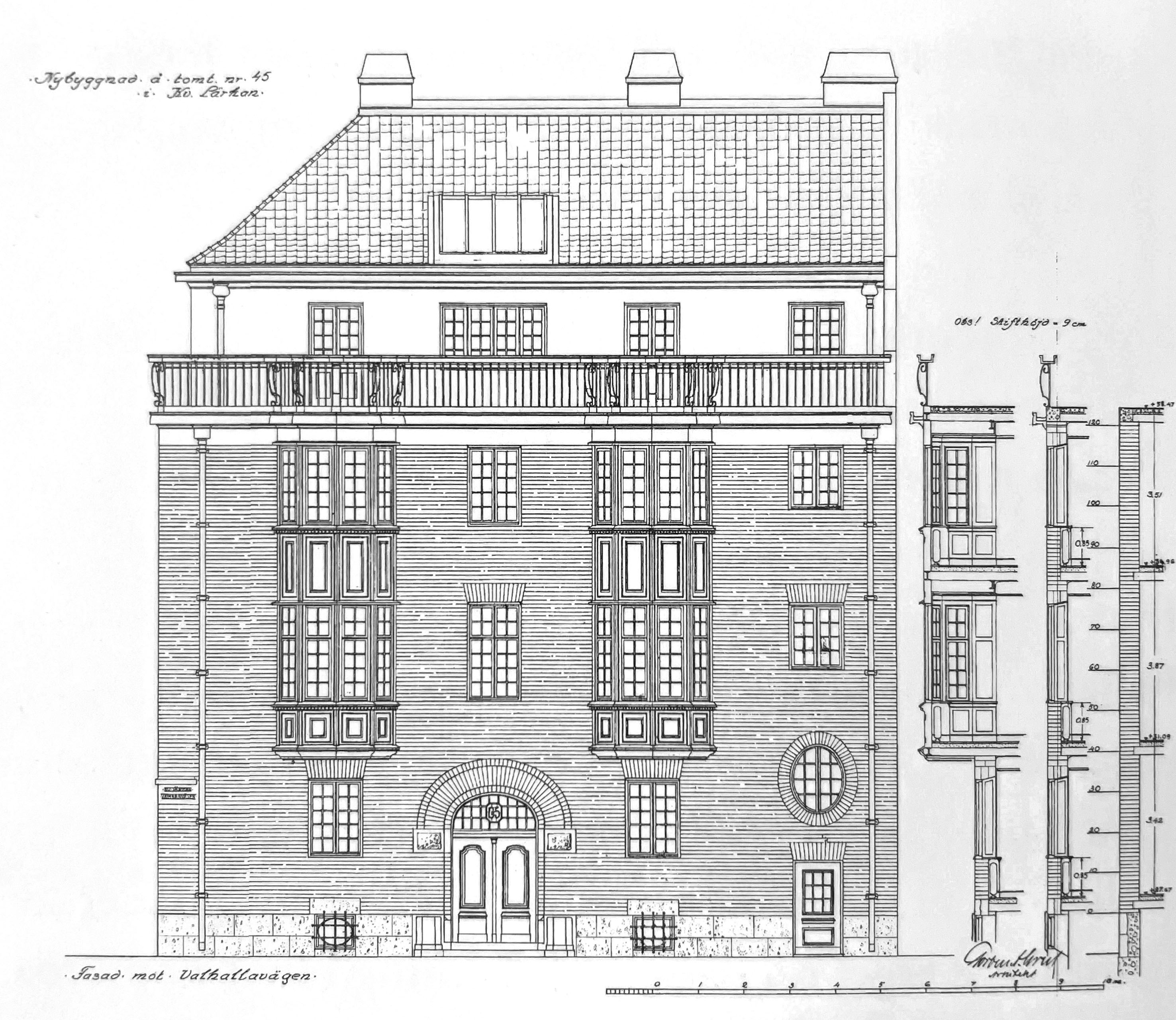
Fasad mot Valhallavägen.

Hörntomten nummer 45 i kvarteret Lärkan (sedermera namnändrad till Piplärkan 8) vid dåvarande Valhallavägen 77 / Uggelviksgatan 15 köptes 1909 av grosshandlaren Runo Abrahamsson. Han anlitade arkitekt Torben Grut att formge huset och byggnadsingenjören John Telander att bygga det. Huset kom till i en tid då Grut var strängt upptagen med arkitektarbetena för närbelägna Stockholms stadion. Piplärkan 8 var ett av de få uppdrag som han åtog sig vid sidan om stadionprojektet. Abrahamsson var medlem i Sveriges centralförening för idrottens främjande (SCIF) som arrangerade de olympiska sommarspelen 1912 i Stockholm och troligen fått kontakt med Grut på det viset.
Huset uppfördes i tre våningar och en indragen takvåning med en runtlöpande altan utanför. Fasaderna murades i munkförband med rödbrunt hårdbränt och handslaget Helsingborgstegel från Helsingborgs Ångtegelbruk. Samma typ av tegel kom även till användning för stadionbygget. Sockel och fasaddetaljer utfördes av grovhuggen granit. Den indragna takvåningen putsades och är idag avfärgad i röd kulör. Mot gatan dominerar två tvåvåningshöga burspråk som är klädda av rödmålat träpanel och avslutas upptill av var sin balkong. Det finns även ett burspråk mot innergården.

### Interiör

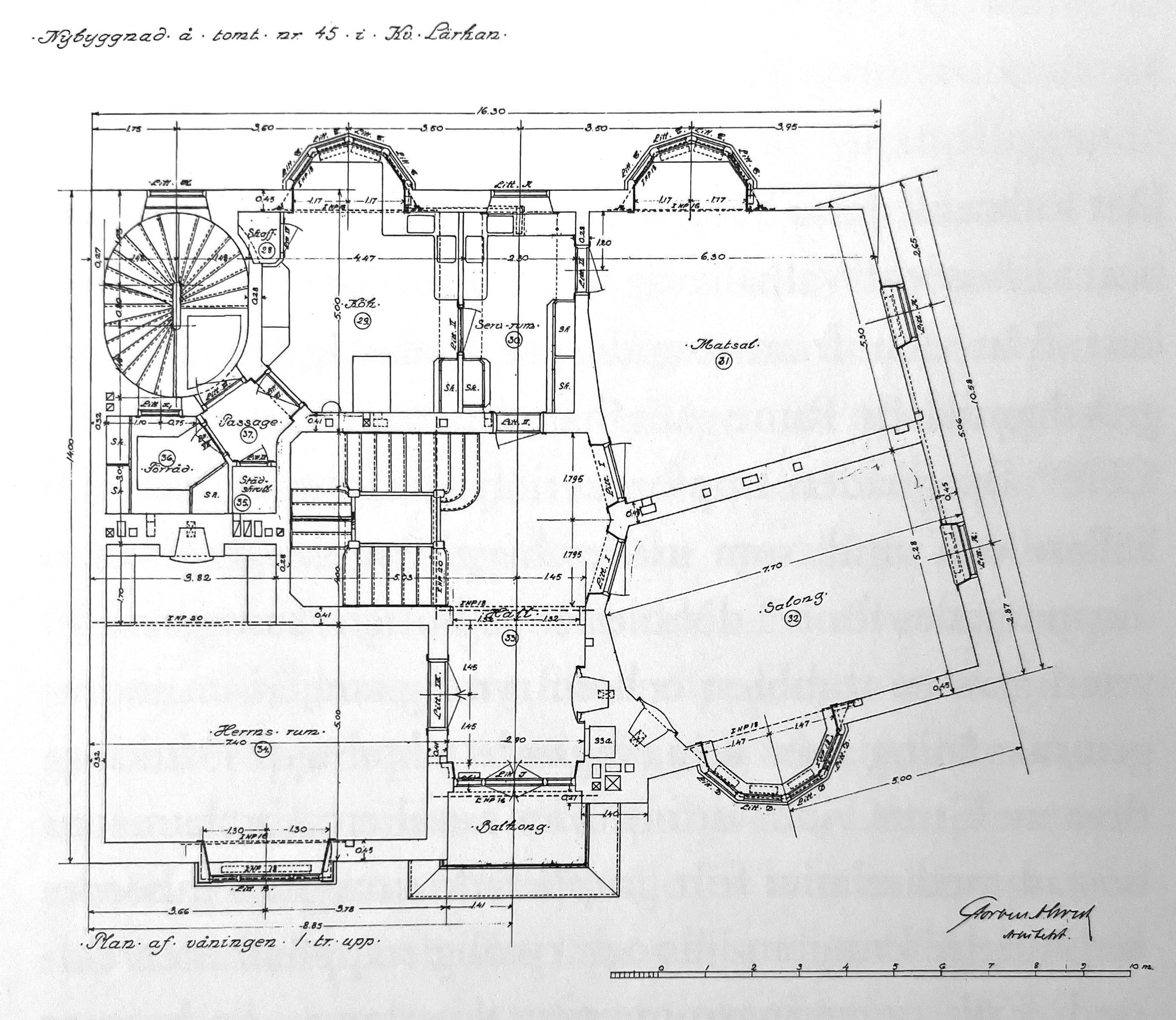
Plan våning 1 trappa.

Huvudentrén är från Valhallavägen, den kröns av ett tegelvalv som avslutas av två grovhuggna rektanglar i granit. Innanför finns ett vitt marmorgolv och en trappa med steg i samma material. Taket är välvt och vitmålat. Det finns glasade mellandörrar av ek. Huvudtrappan är av ek med dekorativt ekräcke i öppen trappspindel.
Även byggherren Abrahamsson sökte, som så många andra nybyggare på Lärkan, att kringgå de stränga stadsplanebestämmelser som gällde för villorna i kvarteret. Utöver ägarens egen våning ville man undvika uthyrning av lägenheter och tillät bara ett kök i varje fastighet med undantag för ett mindre kök i lägenheter för gårdskarlar eller portvakter. Det löstes genom så kallade dubbletter, alltså tvårumslägenheter med bad dock utan kök. I Piplärkan 8 fanns två sådana dubbletter på bottenvåningen och en i vindsvåningen. För övrigt grupperades husets alla rum relativt fritt kring den öppna och ljusa trapphallen som hade en öppen spis och på våning 1 trappa en balkong. Familjen Abrahamssons bostad låg på huvudsakligen på våning en och två trappor, därutöver hyrde man ut några dubbletter.
Rumsfördelningen var enligt ursprungsritningarna från 1909 följande:
- Källarvåning – pannrum, matkällare, förråd, tvättstuga
- Bottenvåningen – entré, två dubbletter, toalett med dusch och en vinterträdgård.
- Våning 1 trappa (Abrahamssons bostad) – hall, kök med burspråk, kökstrappa, serveringsrum, matsal med burspråk, salong med burspråk och herrens rum (bibliotek).
- Våning 2 trappor (Abrahamssons bostad) – hall, två sovrum, fruns rum, två rum för modern, badrum
- Vindsvåningen – förrum, en dubblett, två rum för personalen med separat ingång och två toalettrum med wc och dusch

## Nutida bilder

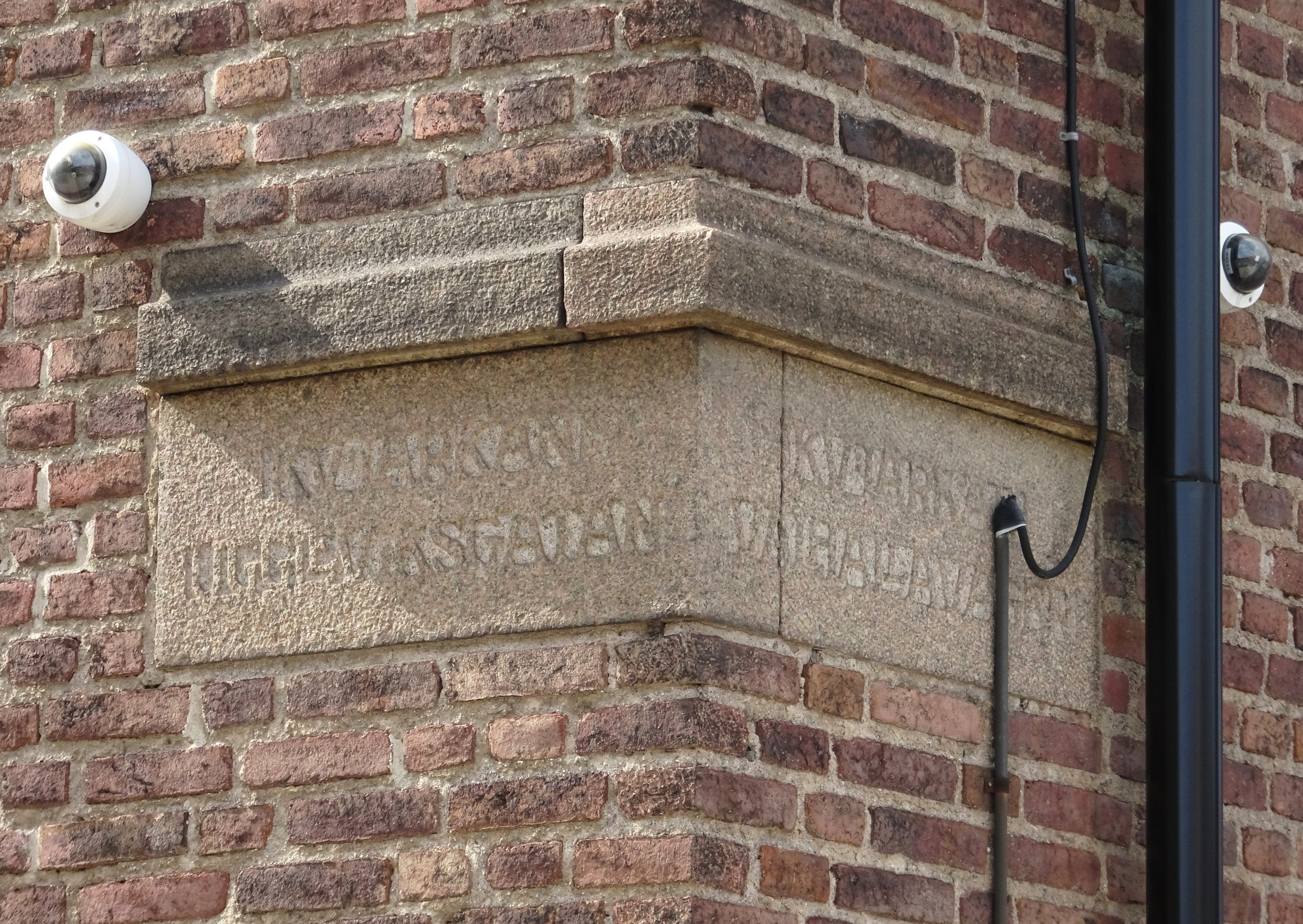
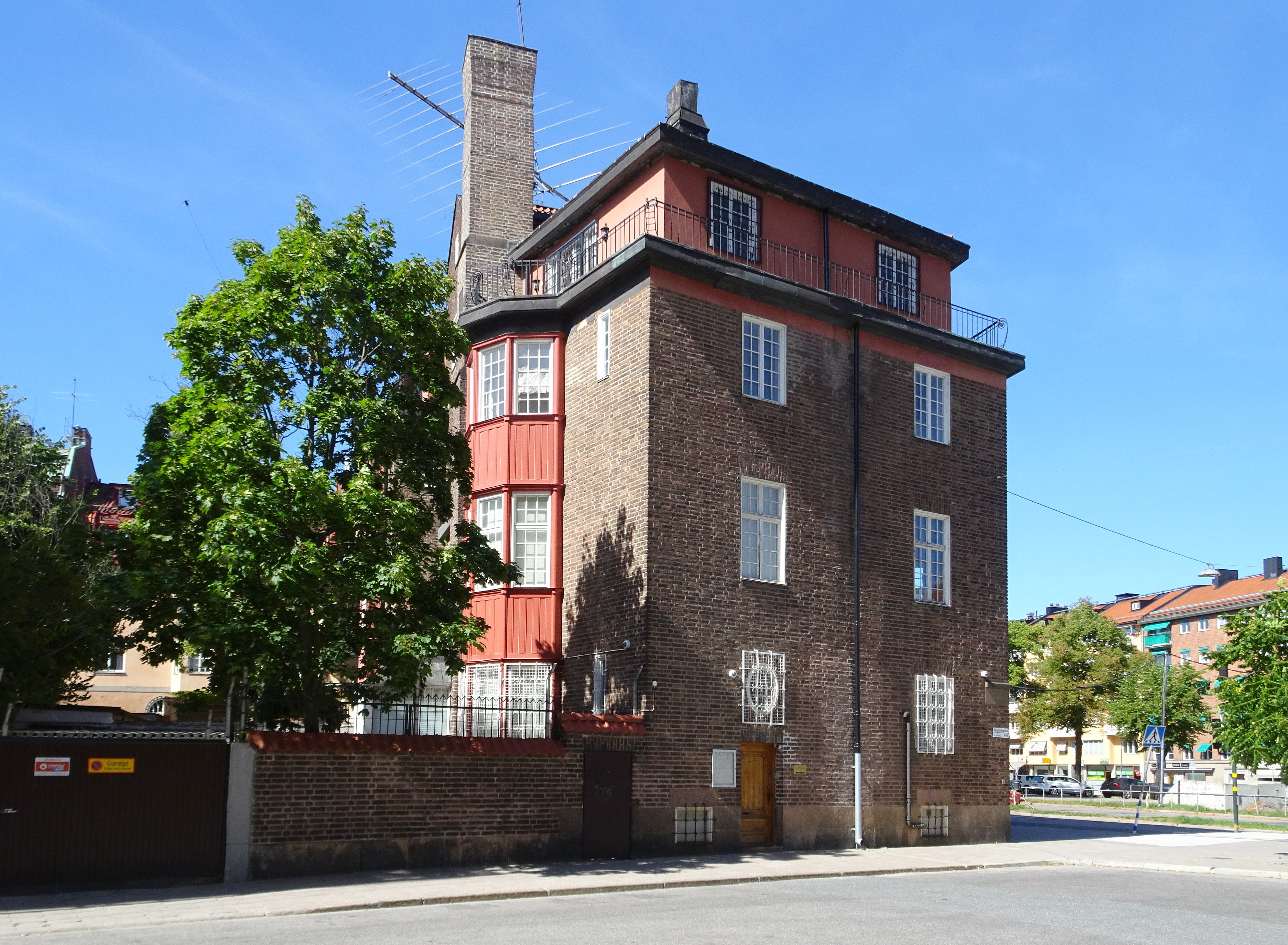
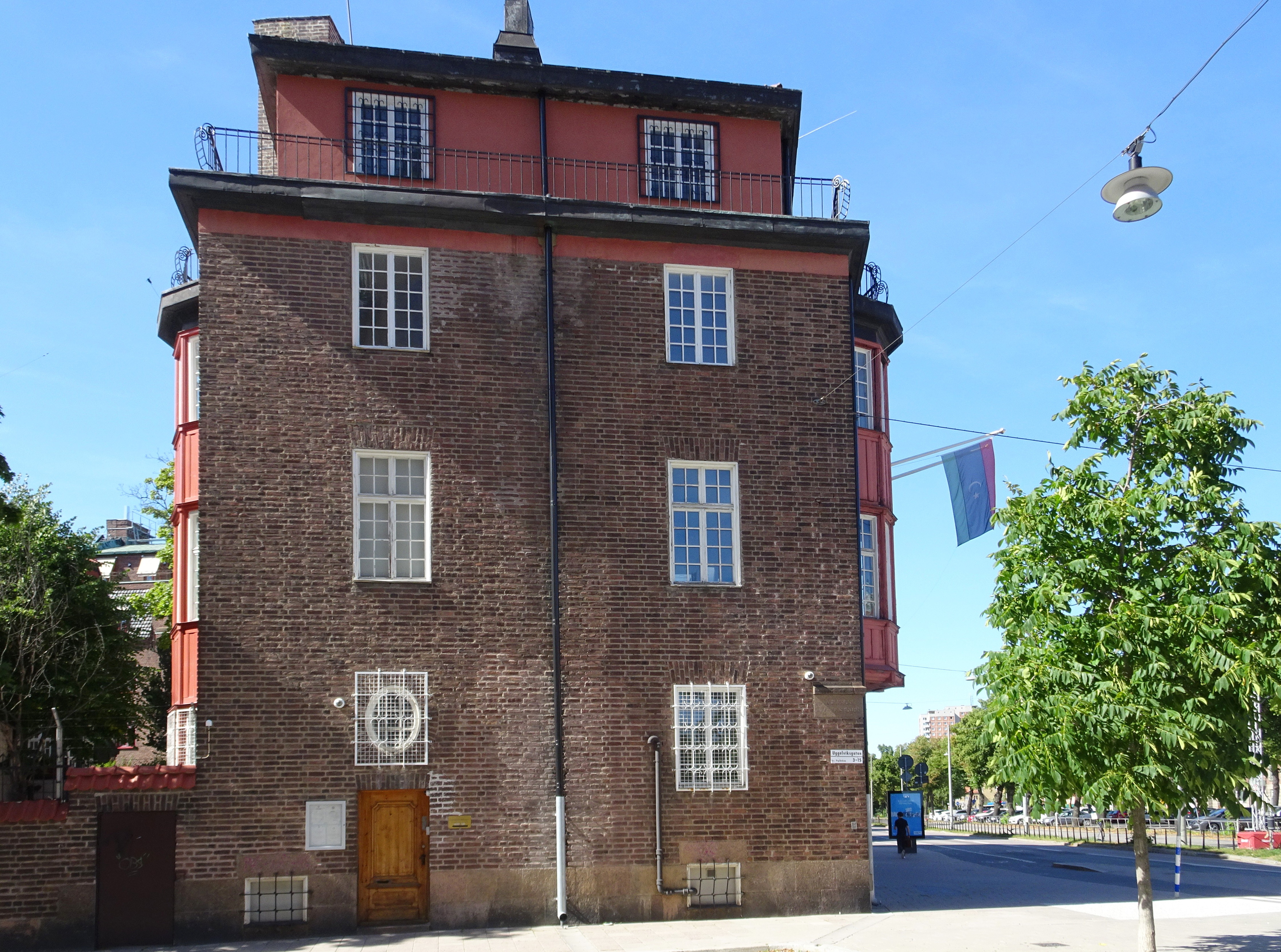
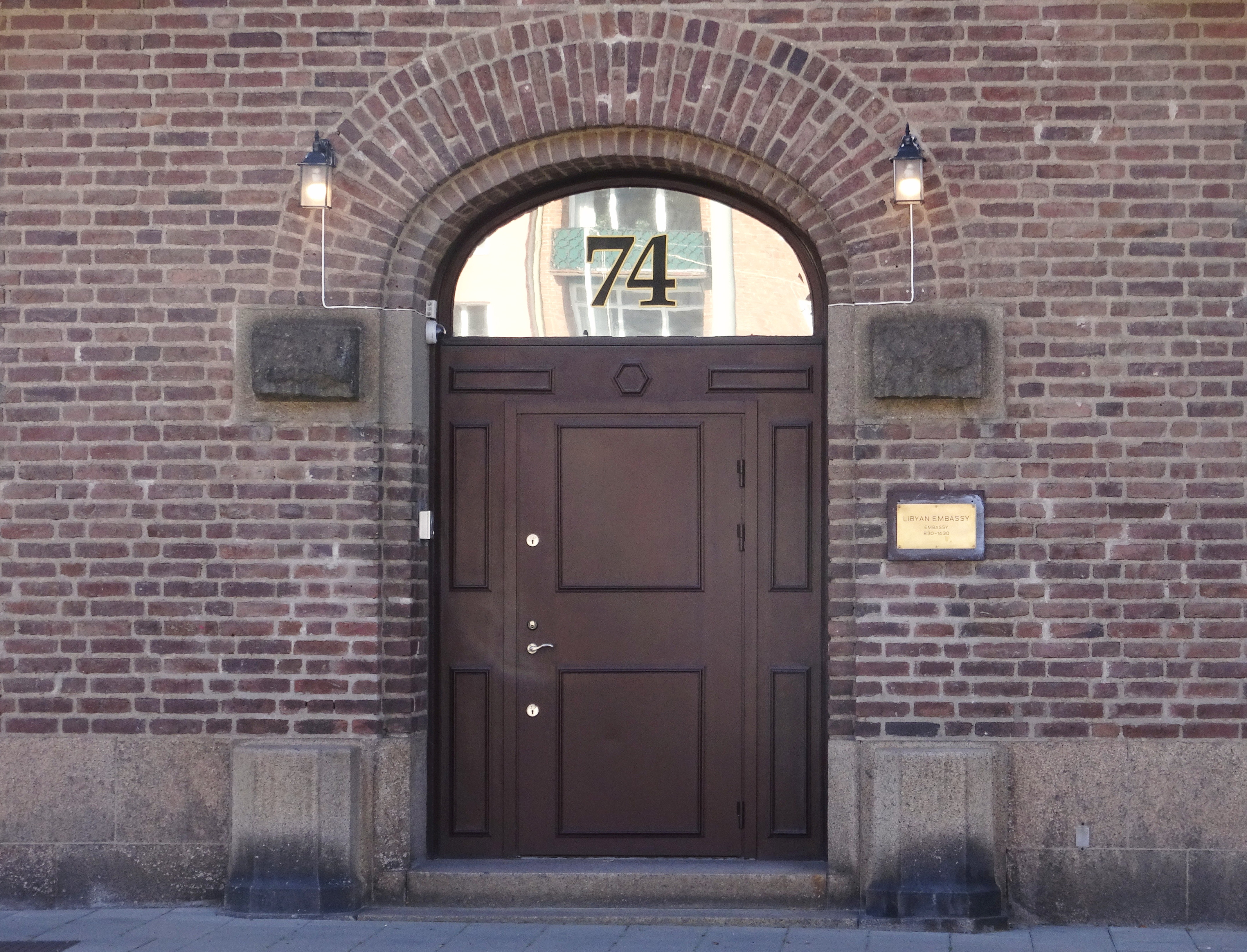